# Stazione di Lido di Ostia Nord
La stazione di Lido di Ostia Nord, detta anche semplicemente Lido Nord, è una fermata ferroviaria della ferrovia Roma-Lido situata a Ostia.

## Storia
La stazione, la più recente fra le stazioni situate nell'area di Ostia, fu costruita tra il 1998 e il 2000 venendo inaugurata il 24 luglio 2000.
Nel 2019 una porzione del fabbricato viaggiatori su via Capo dell'Argentiera è stata decorata da un murale, realizzato da Lucamaleonte e dall'associazione a.DNA Collective, dedicato alla legalità e poi parzialmente censurato su iniziativa dell'amministrazione municipale per la presenza di volti considerati "troppo politicamente schierati" e per successivi vandalismi. Nel 2021 il prospetto della stazione su via Ostiense è stato decorato con un murale intitolato NE-OS - Storia di un futuro, realizzato dal collettivo Subworld e ritraente elementi di riferimento per l'area di Ostia (gli "scariolanti" ravennati della bonifica, il mare e il palazzo del Governatorato).

## Strutture e impianti
Si tratta di una fermata di superficie passante dotata di due binari con banchine laterali coperte da una pensilina e collegate da un sovrappassaggio pedonale con ascensori e scale mobili. Il fabbricato viaggiatori ha un unico ingresso su via Capo dell'Argentiera ed è dotato di un locale adibito in precedenza a biglietteria a sportello oltre che di bagni pubblici.
La stazione dispone di un cavalcavia pedonale esterno alla stazione, dotato di ascensori, che scavalca l'asse composto da via Ostiense-via del Mare-viale dei Romagnoli per collegare la stazione alla zona di Ostia Nord.
Nei pressi della stazione è situata anche una delle sette sottostazioni elettriche di conversione CC/CA.

## Dintorni
Nei dintorni della stazione si trovano diversi istituti scolastici situati lungo l'asse di viale dei Promontori ovvero, il Liceo scientifico Antonio Labriola, il Liceo classico Anco Marzio, il Liceo scientifico e linguistico Federico Enriques e l'Istituto tecnico industriale Michael Faraday. Sempre sullo stesso asse è situata la chiesa di Santa Maria Stella Maris mentre lungo viale dei Romagnoli è presente il multisala Cineland.

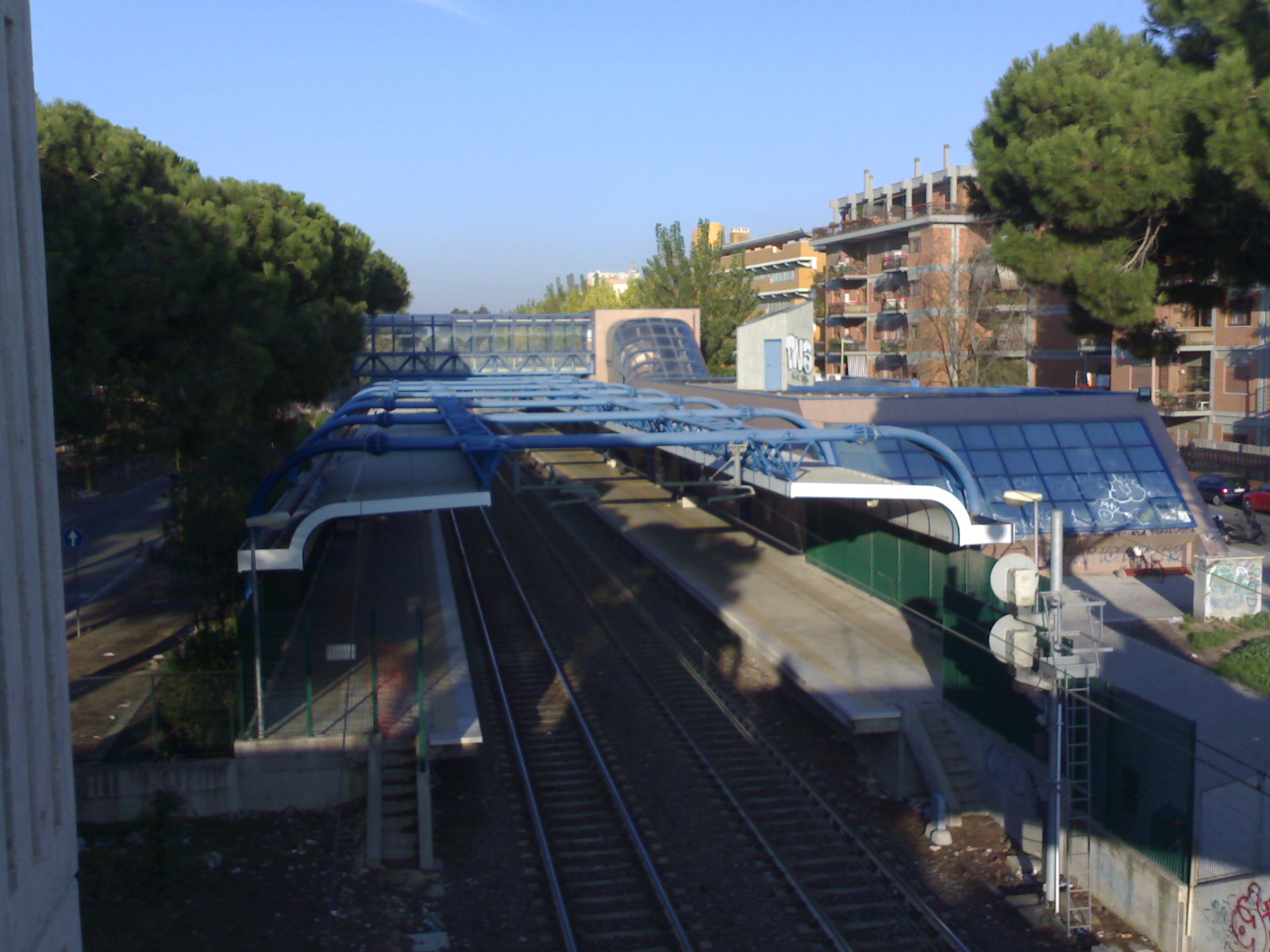
La stazione vista dal cavalcavia pedonale esterno.

## Servizi
La fermata dispone di:
- Biglietteria automatica

- Servizi igienici

## Interscambi
La fermata permette i seguenti interscambi:
- Fermata autobus (linee urbane ed extraurbane)